# Polymastia pachymastia
Polymastia pachymastia är en svampdjursart som beskrevs av de Laubenfels 1932. Polymastia pachymastia ingår i släktet Polymastia och familjen Polymastiidae. Inga underarter finns listade i Catalogue of Life.